# Верхнеуралск
Верхнеуралск (на руски: Верхнеуральск) е град в Русия, административен център на Верхнеуралски район, Челябинска област. Населението му към 1 януари 2018 година е 9340 души.